# Fritz-Reuter-Straße 1b (München)

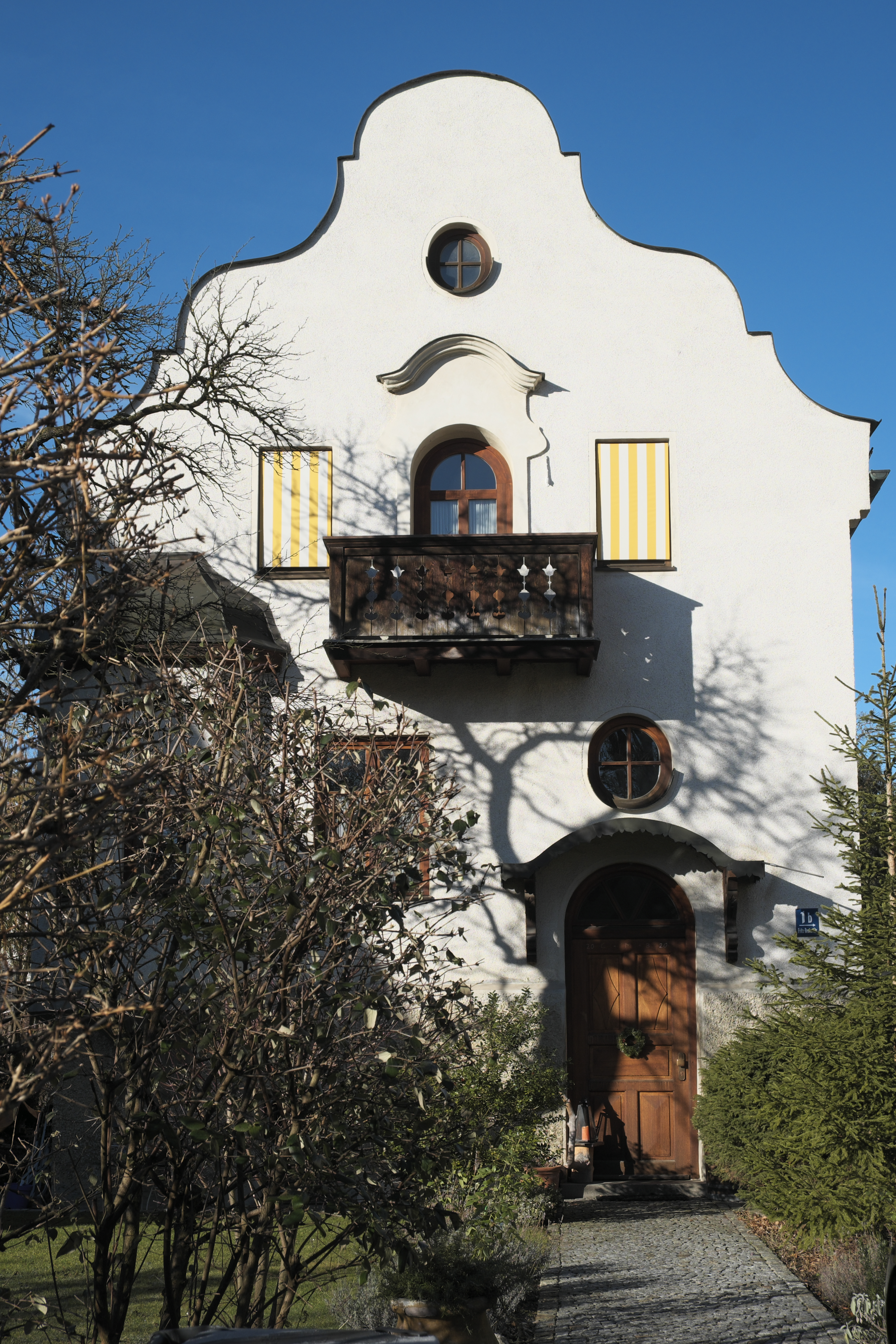
Villa Fritz-Reuter-Straße 1b im Stadtteil Pasing von München

Das Gebäude Fritz-Reuter-Straße 1b im Stadtteil Pasing der bayerischen Landeshauptstadt München wurde 1893/94 errichtet. Die kleine Villa in der Fritz-Reuter-Straße, die zur Frühbebauung der Villenkolonie Pasing I gehört, ist ein geschütztes Baudenkmal.
Der zweigeschossige Satteldachbau mit geschwungenem Giebel, polygonalem Eckerker und Holzbalkon wurde nach Plänen des Architekturbüros August Exter im barockisierenden Stil errichtet. Er entspricht einem Standardentwurf des Architekturbüros.
In den Jahren 1991/92 wurde das Haus nach hinten erweitert und innen verändert.